# Distrito de Uttar Dinajpur
Uttar Dinajpur (en bengalí: উত্তর দিনাজপুর জেলা) es un distrito de la India en el estado de Bengala Occidental. Código ISO: IN.WB.UD.
Comprende una superficie de 3 180 km².
El centro administrativo es la ciudad de Raiganj.

## Demografía
Según censo 2011 contaba con una población total de 3 000 849 habitantes, de los cuales 1 450 630 eran mujeres y 1 550 219 varones.